# Luhî, Cecelnîk
Luhî (în ucraineană Луги) este o comună în raionul Cecelnîk, regiunea Vinnița, Ucraina, formată numai din satul de reședință.

## Demografie
Componența lingvistică a satului Luhî
     Ucraineană (99,01%)
     Alte limbi (0,99%)
Conform recensământului din 2001, majoritatea populației satului Luhî era vorbitoare de ucraineană (99,01%), existând în minoritate și vorbitori de alte limbi.

## Legături externe
- pl Łuka 1). powiat olhopolski, nad Sawranką în Dicționarul geografic al Regatului Poloniei și al altor țări slave, volum V (Kutowa Wola — Malczyce) anul 1884